# Joseph Erlanger
Joseph Erlanger (San Francisco, 5 januari 1874 – Saint Louis, 5 december 1965) was een Amerikaans fysioloog. Hij won in 1944 de Nobelprijs voor de Fysiologie of Geneeskunde voor de ontdekking van verschillende typen zenuwbanen.

## Biografie
Erlanger werd geboren in San Francisco als zoon van Herman en Sarah Erlanger, beide immigranten uit het zuiden van Duitsland. Na de San Francisco Boys High School studeerde hij scheikunde aan de Universiteit van Californië - Berkeley waar hij in 1895 zijn bachelordiploma behaalde. Aansluitend ging hij naar de Johns Hopkins-universiteit om medicijnen te studeren. In 1899 behaalde hij er zijn mastergraad. Na een jaar training in het Johns Hopkins-ziekenhuis was hij van 1900 tot 1906 docent aan de faculteit fysiologie.
In 1906 werd hij hoogleraar fysiologie aan de pas opgerichte Hospital School van de Universiteit van Wisconsin, waar Gasser een van zijn leerlingen was. In 1911 werd hij benoemd tot hoogleraar fysiologie aan de Washington-universiteit in Saint Louis, waar hij de rest van zijn carrière aanbleef. Een jaar na zijn pensionering overleed hij aan de gevolgen van hartfalen. Erlanger was gehuwd met Aimée Hirstel, samen kregen ze twee dochters (Margaret en Ruth) en een zoon (Herman).

## Werk
Samenwerkend met Gasser deed Erlanger onderzoek naar de elektrofysiologie van het zenuwstelsel. Hierbij ontwikkelden ze een kathodestraalbuis-oscilloscoop waarmee ze actiepotentialen in zenuwen konden bestuderen. Op basis van snelheid deelden Erlanger en Gasser zenuwvezels van zoogdieren in drie klassen in, namelijk type A (20-100 m/s), type B (10 m/s) en type C (1 m/s) en type A nog eens in vier onderklassen A-alfa (A-α), A-beta (A-β), A-gamma (A-γ) en A-delta (A-δ). Het was voor dit werk dat Erlanger en Gasser gezamenlijk in 1944 met de Nobelprijs werden onderscheiden. Hun onderzoekswerk bleek van groot belang voor het begrijpen van het pijnmechanisme en de reflexbeweging.
1901: Behring · 
1902: Ross · 
1903: Finsen · 
1904: Pavlov · 
1905: Koch · 
1906: Golgi, Ramón y Cajal · 
1907: Laveran · 
1908: Mechnikov, Ehrlich · 
1909: Kocher · 
1910: Kossel · 
1911: Gullstrand · 
1912: Carrel · 
1913: Richet ·
1914: Bárány · 
1919: Bordet · 
1920: Krogh · 
1922: Hill, Meyerhof · 
1923: Banting, Macleod · 
1924: Einthoven ·
1926: Fibiger · 
1927: Wagner-Jauregg · 
1928: Nicolle · 
1929: Eijkman, Hopkins · 
1930: Landsteiner · 
1931: Warburg · 
1932: Sherrington, Adrian · 
1933: Morgan · 
1934: Whipple, Minot, Murphy · 
1935: Spemann · 
1936: Dale, Loewi · 
1937: Szent-Györgyi · 
1938: Heymans · 
1939: Domagk · 
1943: Dam, Doisy · 
1944: Erlanger, Gasser · 
1945: Fleming, Chain, Florey · 
1946: Muller · 
1947: C. Cori, G. Cori, Houssay · 
1948: Müller · 
1949: Hess, Moniz · 
1950: Kendall, Reichstein, Hench · 
1951: Theiler · 
1952: Waksman · 
1953: Krebs,Lipmann ·
1954: Enders, Weller, Robbins · 
1955: Theorell · 
1956: Cournand, Forssmann, Richards · 
1957: Bovet · 
1958: Beadle, Tatum, Lederberg · 
1959: Ochoa, Kornberg · 
1960: Burnet, Medawar · 
1961: Békésy · 
1962: Crick, Watson, Wilkins · 
1963: Eccles, Hodgkin, Huxley · 
1964: Bloch, Lynen · 
1965: Jacob, Lwoff, Monod · 
1966: Rous, Huggins · 
1967: Granit, Hartline, Wald · 
1968: Holley, Khorana, Nirenberg · 
1969: Delbrück, Hershey, Luria · 
1970: Katz, Euler, Axelrod · 
1971: Sutherland · 
1972: Edelman, Porter · 
1973: Frisch, Lorenz, Tinbergen · 
1974: Claude, De Duve, Palade · 
1975: Baltimore, Dulbecco, Temin ·
1976: Blumberg, Gajdusek · 
1977: Guillemin, Schally, Yalow · 
1978: Arber, Nathans, Smith · 
1979: Cormack, Hounsfield · 
1980: Benacerraf, Dausset, Snell · 
1981: Sperry, Hubel, Wiesel · 
1982: Bergström, Samuelsson, Vane · 
1983: McClintock · 
1984: Jerne, Köhler, Milstein · 
1985: Brown, Goldstein · 
1986: Cohen, Levi-Montalcini · 
1987: Tonegawa · 
1988: Black, Elion, Hitchings · 
1989: Bishop, Varmus · 
1990: Murray, Thomas · 
1991: Neher, Sakmann · 
1992: Fischer, Krebs · 
1993: Roberts, Sharp · 
1994: Gilman, Rodbell · 
1995: Lewis, Nüsslein-Volhard, Wieschaus · 
1996: Doherty, Zinkernagel · 
1997: Prusiner · 
1998: Furchgott, Ignarro, Murad · 
1999: Blobel · 
2000: Carlsson, Greengard, Kandel ·
2001: Hartwell, Hunt, Nurse · 
2002: Brenner, Horvitz, Sulston · 
2003: Lauterbur, Mansfield · 
2004: Axel, Buck · 
2005: Marshall, Warren ·
2006: Fire, Mello ·
2007: Capecchi, Smithies, Evans ·
2008: Zur Hausen, Barré–Sinoussi, Montagnier ·
2009: Blackburn, Greider, Szostak ·
2010: Edwards ·
2011: Beutler, Hoffmann, Steinman ·
2012: Gurdon, Yamanaka ·
2013: Rothman, Schekman, Südhof ·
2014: O'Keefe, Moser, Moser ·
2015: Campbell, Omura, Tu ·
2016: Osumi ·
2017: Hall, Rosbash, Young ·
2018: Allison, Honjo ·
2019: Kaelin, Ratcliffe, Semenza ·
2020: Alter, Houghton, Rice ·
2021: Julius, Patapoutian ·
2022: Pääbo ·
2023: Karikó, Weissman ·
2024: Ambros, Ruvkun